# Zatoka Wenezuelska
Zatoka Wenezuelska (hiszp. Golfo de Venezuela) – zatoka w południowej części Morza Karaibskiego, wcięta na ok. 230 km w głąb linii brzegowej Wenezueli, połączona jest cieśniną o długości 54 km z jeziorem Maracaibo. W zatoce występują rafy koralowe i skały podwodne. Część wybrzeża należy do Kolumbii.